# Cory Doran
Cory Doran (nacido el 7 de febrero de 1982) es un actor de voz y director canadiense que es conocido como la voz de Jimmy Two-Shoes, el protagonista de la serie de animación, Jimmy Two-Shoes. También presta su voz al personaje de Mike en la serie Drama Total.

## Filmografía
- Jimmy Two-Shoes - Jimmy
- Pearlie - Stearling
- Stoked: Locos por las Olas - Andrew "Bummer" Baumer, Lance Sin Pantalones y Capitán Ron
- Drama Total - Mike/Personalidades Alternas de Mike
- Planeta Sketch – El Ninja Resuelve-todo (Temporada 2)
- Drama Total: La Guardería — Noah
- Aventuras con los Kratts - Dabio
- Gotta Catch Santa Claus (2008) - Trevor Taylor II
- Skatoony - Mike/Personalidades Alternas de Mike y Jimmy
- BeyWheelz - Tom
- BeyWarriors: BeyRaiderz - Domani
- Top Wing - Baddy